# 高山重栄
高山 重栄（たかやま しげひで）は、南北朝時代の武将。新田義貞に仕える新田十六騎の一人である。
先祖は秩父平氏の流れをくむ高山氏である。
江戸時代後期の尊皇家の高山彦九郎は重栄の子孫である。